# Союз Т-9
«Союз Т-9» — советский пилотируемый космический корабль.

## Основной экипаж
- Командир корабля — Владимир Афанасьевич Ляхов (2 полет)
- Бортинженер корабля — Александр Павлович Александров (1 полет)

## Дублирующий экипаж
- Командир корабля — Владимир Георгиевич Титов
- Бортинженер корабля — Геннадий Михайлович Стрекалов

## Резервный экипаж
- Командир корабля — Юрий Васильевич Малышев
- Бортинженер корабля — Муса Хираманович Манаров

## Описание полёта
Вторая основная экспедиция орбитальной научной станции «Салют-7».
С декабря 1982 года станция «Салют-7» была необитаемой и находилась в автоматическом режиме полёта. После стыковки космического корабля «Союз Т-9» с орбитальной научной станцией «Салют-7», в космосе был образован комплекс «Салют-7» — «Космос-1443» — «Союз Т-9».
Во время полёта космонавты выполнили два выхода в открытый космос и установили дополнительные солнечные батареи электропитания станции. Первый выход состоялся 1 ноября; его продолжительность составила 2 часа 50 минут. Второй выход — 3 ноября, продолжительностью 2 часа 55 минут.
На борту станции экипаж проводил научно-технические и медико-биологические исследования и эксперименты.
Во время пребывания второй основной экспедиции на станции «Салют-7» экспедиций посещения не было; запланированная смена экипажа не состоялась в результате аварии при запуске космического корабля «Союз Т-10-1». Были приняты два грузовых космических корабля «Прогресс-17» и «Прогресс-18». Космонавты также провели съёмки в открытом космосе для вышедшего в прокат в 1983 году художественного фильма «Возвращение с орбиты».